# Receptor 5-HT3
El receptor 5-HT 3 es un subtipo de receptor 5-HT que sirve de ligando al neurotransmisor endógeno de la serotonina (5-hydroxytryptamine, 5-HT o receptores de serotonina). Pertenece a la superfamilia Cys-loop de canales iónicos controlados por ligandos (LGIC) y, por lo tanto, difiere estructural y funcionalmente de todos los demás receptores 5-HT en el grupo de receptores acoplados a proteína G. Este canal iónico es selectivo para cationes y media la despolarización y excitación neuronal dentro de los sistemas nerviosos central y periférico .
Al igual que con otros canales iónicos activados por ligando, el receptor 5-HT3 consta de cinco subunidades dispuestas alrededor de un poro central que es permeable a los iones de sodio (Na), potasio (K) y calcio (Ca). La unión del neurotransmisor 5-hidroxitriptamina (serotonina) al receptor 5-HT3 abre el canal que, a su vez, conduce a una respuesta excitatoria en las neuronas. La corriente interna de rápida activación y desensibilización es transportada predominantemente por iones de sodio y potasio. Están más estrechamente relacionados por homología con el receptor nicotínico de acetilcolina.

## Estructura
El receptor 5-HT3 difiere notablemente en estructura y mecanismo de los otros subtipos de receptores 5-HT acoplados a proteína G. Por lo general, el canal funcional está compuesto por cinco subunidades 5-HT3A idénticas (homopentaméricas). Puede también constar de una combinación del 5-HT3A con una de las otras cuatro subunidades (heteropentaméricas) 5-HT3B, 5-HT3C, 5-HT3D o 5-HT3E. Al parecer, sólo las subunidades 5-HT3A forman canales homopentaméricos funcionales. Todos los demás subtipos de subunidades deben heteropentamerizarse con subunidades 5-HT3A para formar canales funcionales. Además, actualmente no se ha encontrado ninguna diferencia farmacológica entre el receptor heteromérico 5-HT3AC, 5-HT3AD, 5-HT3AE y el receptor homomérico 5-HT3A. La glicosilación N-terminal de las subunidades del receptor es fundamental para el ensamblaje de la subunidad y el tráfico de la membrana plasmática.

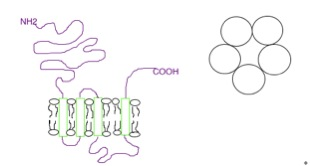
Las subunidades se ensamblan como un pentámero (derecha) y cada subunidad tiene cuatro dominios transmembrana (izquierda).

Las subunidades rodean un canal iónico central de manera pseudosimétrica. Cada subunidad comprende:
- un dominio N-terminal extracelular que comprende el sitio de unión al ligando ortostérico;

- un dominio transmembrana que consta de cuatro hélices alfa interconectadas (M1-M4), con el bucle extracelular M2-M3 involucrado en el mecanismo de activación;
- un gran dominio citoplasmático entre M3 y M4 involucrado en el tráfico y la regulación del receptor; y
- un extremo C extracelular corto (Fig. 1).[1]

El dominio extracelular es el sitio de acción de los agonistas y antagonistas competitivos, mientras que el dominio transmembrana contiene el poro de iones central, la puerta del receptor y el filtro de selectividad principal que permite que los iones atraviesen la membrana celular.

## Genes humanos y de ratón
Los genes que codifican los receptores 5-HT3 humanos se encuentran en los cromosomas 11 (HTR3A, HTR3B) y 3 (HTR3C, HTR3D, HTR3E), por lo que parece que provienen de duplicaciones de genes. Los genes HTR3A y HTR3B codifican las subunidades 5-HT3A y 5-HT3B, mientras que los genes HTR3C, HTR3D y HTR3E codifican las subunidades 5-HT3C, 5-HT3D y 5-HT3E. Los genes HTR3C y HTR3E no parecen formar canales homoméricos funcionales, pero cuando se expresan conjuntamente con HTR3A forman complejos heteroméricos con eficacias 5-HT disminuidas o aumentadas. Aún no se ha identificado el papel fisiopatológico de estas subunidades adicionales.
El gen del receptor 5-HT3A humano tiene una estructura similar al gen del ratón que tiene 9 exones y se distribuye en ~13 kb. Cuatro de sus intrones están exactamente en la misma posición que los intrones en el gen homólogo del receptor de acetilcolina α7, lo que muestra claramente su relación evolutiva.

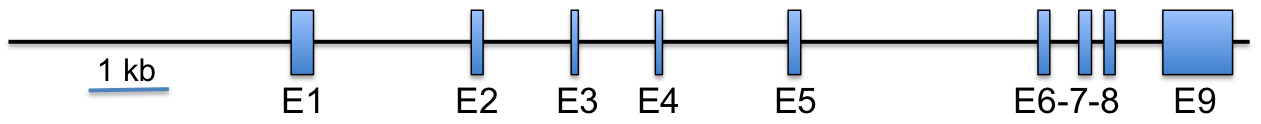
Figura 2. Estructura del gen para el receptor 5HT_{3} de ratón, que muestra sus 9 exones (E1-E9), correspondientes a los exones que se muestran en el ADNc a continuación. Los extremos 5' de los exones 2, 6 y 9 tienen sitios de empalme alternativos. Figura dibujada a escala. Modificado de Uetz et al. 1994.

Expresión Los genes que codifican para el 5-HT3C, 5-HT3D y 5-HT3E tienden a mostrar un patrón de expresión periférico restringido, con altos niveles particularmente a nivel del intestino. En el duodeno y en el estómago de seres humanos, por ejemplo, el ARNm del receptor 5-HT3C y 5-HT3E podría ser mayor que los del 5-HT3A y 5-HT3B .
Polimorfismo En pacientes tratados con fármacos quimioterapéuticos, cierto polimorfismo del gen HTR3B podría predecir el éxito del tratamiento antiemético. Esto podría indicar que la subunidad del receptor 5-HTR3B podría usarse como biomarcador de la eficacia del fármaco antiemético.

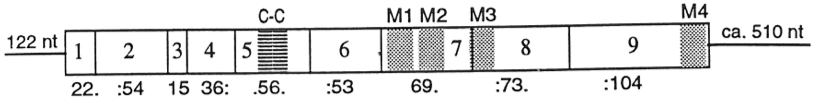
Figura 3. La secuencia de ADNc del receptor 5HT_{3} de ratón. El ADNc codifica una UTR 5' de 122 nucleótidos y una UTR 3' de ~510 nucleótidos. Los recuadros indican los exones y los números debajo de los exones indican su longitud. Por ejemplo, el primer exón codifica 22 aminoácidos más un nucleótido perteneciente a un codón dividido con otros 2 nucleótidos codificados por el siguiente exón. M1-4 indican las hélices transmembrana y CC indica el bucle de cisteína. Modificado de Uetz et al. 1994

## Distribución
El receptor 5-HT3 se expresa a través de los sistemas nerviosos central y periférico y es mediador de una variedad de funciones fisiológicas. A nivel celular, se ha demostrado que los receptores postsinápticos 5-HT3 median la transmisión sináptica excitatoria rápida en las interneuronas neocorticales de rata, la amígdala y el hipocampo, y en la corteza visual del hurón. Los receptores 5-HT3 también están presentes en las terminaciones nerviosas presinápticas. Existe alguna evidencia de un papel en la modulación de la liberación de neurotransmisores, pero la evidencia no es concluyente.

## Agonistas
Cuando los agonistas activan el receptor y abren el canal iónico, se suelen observar los siguientes efectos:
- SNC: activación del centro de náuseas y vómitos en el tronco encefálico, ansiedad,[22] así como actividad anticonvulsiva[23] y pronociceptiva .[24][25]
- SNP : excitación neuronal (en neuronas autonómicas, nociceptivas), emesis[22]

Los agonistas del receptor incluyen:

## Antagonistas
Algunos antagonistas del receptor (clasificados por su respectiva aplicación terapéutica) incluyen:
| - Antieméticos - AS-8112 - granisetrón - ondansetrón - tropisetrón - Gastroprocinéticos - Alosetrón - Batanopride - Metoclopramida (dosis altas) - Renzaprida - Zacopride - M1, el principal metabolito activo de mosaprida | - antidepresivos - Mianserina - Mirtazapina - Vortioxetina - Antipsicóticos - Clozapina - Olanzapina - Quetiapina | - antipalúdicos - Quinina - Cloroquina - Mefloquina - Otros - Indol-3-carboxilato de 3-tropanilo - Cannabidiol (CBD) - Delta-9-Tetrahidrocannabinol - Lamotrigina ( epilepsia y trastorno bipolar ) - Memantina (medicamento para la enfermedad de Alzheimer) - Mentol - Tujona |

## Moduladores alostéricos positivos
Los siguientes agentes no son agonistas sobre el receptor, pero aumentan la afinidad o eficacia de los receptores cuando está presente un agonista:
- Derivados del indol
  - 5-cloroindol[30]
- Anestésicos orgánicos pequeños
  - Etanol[31]
  - Cloroformo[32]
  - Halotano[32]
  - Isoflurano[32]

## Historia
El descubrimiento del receptor 5-HT3 se produjo en 1986, careciendo de herramientas farmacológicas selectivas. Sin embargo, con el descubrimiento de que el receptor 5-HT3 desempeña un papel destacado en los vómitos inducidos por quimioterapia y radioterapia, y el desarrollo concomitante de antagonistas selectivos del receptor 5-HT <sub id="mwAWk">3</sub> para suprimir estos efectos secundarios, despertó un gran interés en la industria farmacéutica. Desde entonces, siguió rápidamente la identificación de receptores 5-HT3 en líneas celulares y tejidos nativos.